# Matelea gilbertoana
Matelea gilbertoana är en oleanderväxtart som beskrevs av Krings. Matelea gilbertoana ingår i släktet Matelea och familjen oleanderväxter. Inga underarter finns listade i Catalogue of Life.